# Greg Dulli
Greg Dulli (* 11. května 1965, Hamilton, Spojené státy) je americký rockový hudebník, zpěvák a kytarista, známý nejvíce jako vůdčí postava skupin The Afghan Whigs a The Twilight Singers.

## Biografie
Greg Dulli se narodil a vyrůstal v dělnickém městě Hamilton ve státě Ohio. Přestože byl vychováván v katolické víře, je v současnosti agnostikem. Známým se stal poprvé koncem 80. let s kapelou The Afghan Whigs, ve které se sešli s basistou Johnem Curleym z Washingtonu a kytaristou Rickem McCollumem z Louisville v Kentucky. Hudba skupiny byla spojením punk rocku a R&B. Skupiny si brzy všimlo seattleské vydavatelství Sub Pop. Afghan Whigs byli první skupinou tohoto vydavatelství, která nepocházela ze severovýchodu USA. Skupina se rozešla v roce 2001, v přátelském duchu. V roce 2012 se dala znovu dohromady, aby odehrála několik koncertů na evropských a amerických festivalech a uskutečnila samostatné turné.
Od roku 2001 byl hlavním projektem Grega Dulliho kolektiv The Twilight Singers, vytvořený a nahrávající v New Orleans. V roce 2000 vydali svou první desku Twilight as Played by the Twilight Singers, začátkem roku 2011 vyšla pátá nahrávka skupiny pojmenovaná Dynamite Steps.
Greg Dulli také často spolupracuje se svým dlouholetým přítelem Markem Laneganem, mj. vzájemným hostováním ve svých projektech. Známý je zejména jejich společný projekt The Gutter Twins, pod jehož jménem vydali v roce 2008 album Saturnalia a následně na jeho podporu rozsáhle koncertovali.
V roce 2010 se Dulli vydal na své první sólové turné, na kterém hrál písně z celé své kariéry. Z prvního koncertu v klubu "d.b.a." v New Orleans vznikla živá nahrávka Live in New Orleans.

## Sólová Diskografie
- 2005 Amber Headlights LP (Infernal Recordings)
- 2008 Live at Triple Door LP (Infernal Recordings)
- 2010 Live in New Orleans LP (Kali Nichta Music)